# طائر التعريشة أصفر الصدر
طائر التعريشة أصفر الصدر (الاسم العلمي: Chlamydera lauterbachi)، وهو طائر متوسط القد، يبلغ طوله حوالي 27 سم، الأجزاء العلوية من ريشة زيتونية مائلة إلى البني،صدرهُ العلوي أصفر مائل إلى الرمادي، تاجه نحاسي اللون، قزحيته بنية داكنة، الأجزاء السفلية
```
من جسمه صفراء اللون، منقارة أسسود وفمه برتقالي مائل إلى الوردي. كلا الجنسين متشابهان. 
الأنثى
 أكثر بهاته من 
الذكر
. موطنه 
غينيا الجديدة
.
```